# Франческо Альбані
Франческо Альбані (італ. Francesco Albani або італ. Albano; 17 березня або 17 серпня 1578, Болонья — 4 жовтня 1660, там само) — італійський художник болонської школи.

## Біографія і творчість
Син торговця шовком. З 12 років почав вчитися в школі Дениса Калверта, де познайомився з Доменікіно та Гвідо Рені. Потім перейшов до Академії родини Каррачі. В 1600 році перебрався в Рим, де працював в палаццо Фарнезе, був одним з найбільш близьких помічників Аннібалє Каррачі при створенні фресок в церкві Сан-Джакомо дельї Спаньолі і палаццо Маттеї ді Джові, потім працював у церквах Санта-Марія-делла-Паче, Сан-Себастьяно-Фуорі-ле-Мура та інших. Після 1625 року повернувся до Болоньї. Був майстром міфологічних сюжетів («Спляча Венера», «Купання Діани», «Викрадення Європи» тощо), розробляючи їх в стилістиці, близькій до стилю рококо.

## Учні
Серед його учнів були Андреа Саккі та Карло Чіньяні.

## Основні роботи
- Фрески в залі Енея (Палаццо Фава, Болонья)
- Фрески в ораторії Сан-Коломбано (Болонья)
- Купідони проводжають Адоніса до Венери (1600, Лувр)
- Фрески в залі Енея (1601–1602, Рим, палаццо Дорія-Памфілі)
- Фрески в церкві Сан-Джакомо дельї Спаньолі (1602–1607, Прадо, Мадрид і музей Барселони)
- Святе сімейство з ангелами (1608–1610, Бостон)
- Алегорії Весни, Літа, Осені та Зими (1616–1617, Рим, галерея Боргезе)
- Хрещення Христа (бл. 1620, Болонья, Національна пінакотека)
- Відпочинок Венери і Вулкана (1621–1633, Лувр)
- Меркурій і Аполлон (бл. 1624, Рим, Галерея старого мистецтва)
- Діана і Актеон (1625–1630, Дрезден, Художня галерея)
- Чотири стихії (1628–1630, Турин, Галерея Сабауда)
- Святе сімейство (1630–1635, Флоренція, палаццо Пітті)
- Автопортрет (бл. 1630, Болонья, Національна пінакотека)
- Венера в оточенні німф і купідонів (1633, Мадрид, Прадо)
- Благовіщення (1633, Болонья, церква Сан-Бартоломео)
- Благовіщення (Санкт-Петербург, Державний Ермітаж)
- Богоматір з немовлям, Святими Ієроніма і Франциском (бл. 1640, Болонья, Національна пінакотека)
- Хрещення Христа (бл. 1640, Санкт-Петербург, Державний Ермітаж)
- Викрадення Європи (бл. 1640–1645, Санкт-Петербург, Державний Ермітаж)
- Благовіщення (бл. 1640—1645, Санкт-Петербург, Державний Ермітаж)
- Дружини-мироносиці біля могили Христа (1640-1650-е, Санкт-Петербург, Державний Ермітаж)
- Танець амурів (Мілан, Брера)
- Фрески в церкві Санта-Марія ді Галльера (Болонья)

## Обрані твори (галерея)

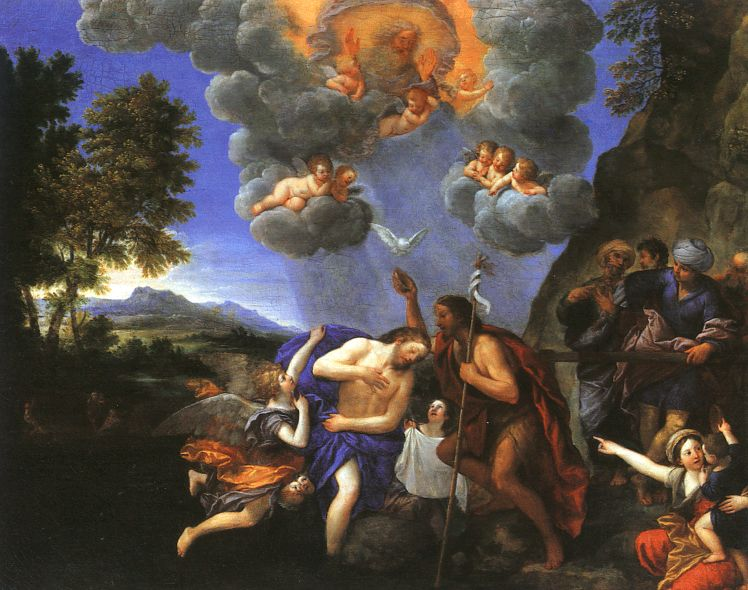
Альбані Хрещення Христа Державний Ермітаж

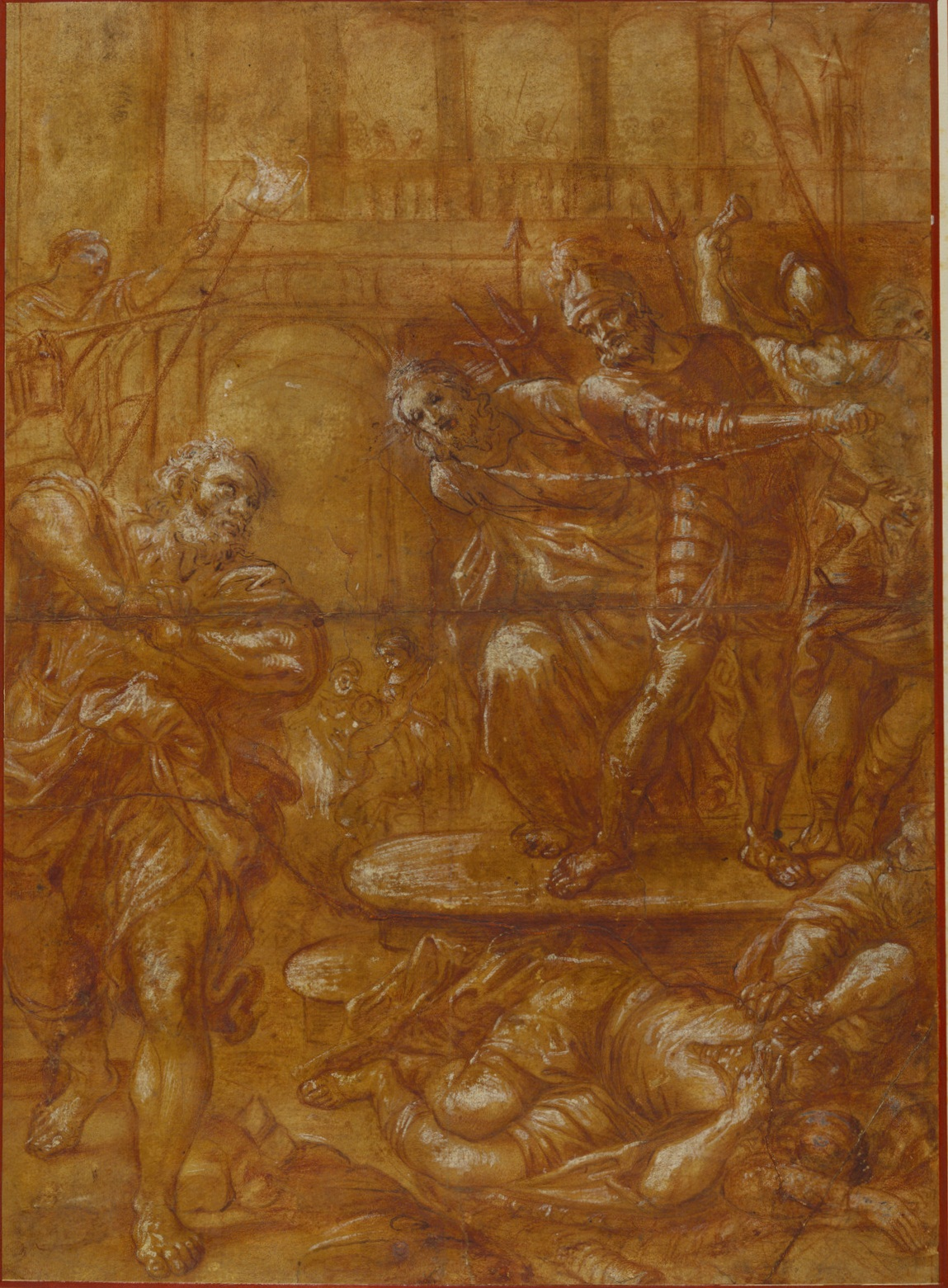
Франческо Альбані. «Каяття апостола Петра», ескіз композиції
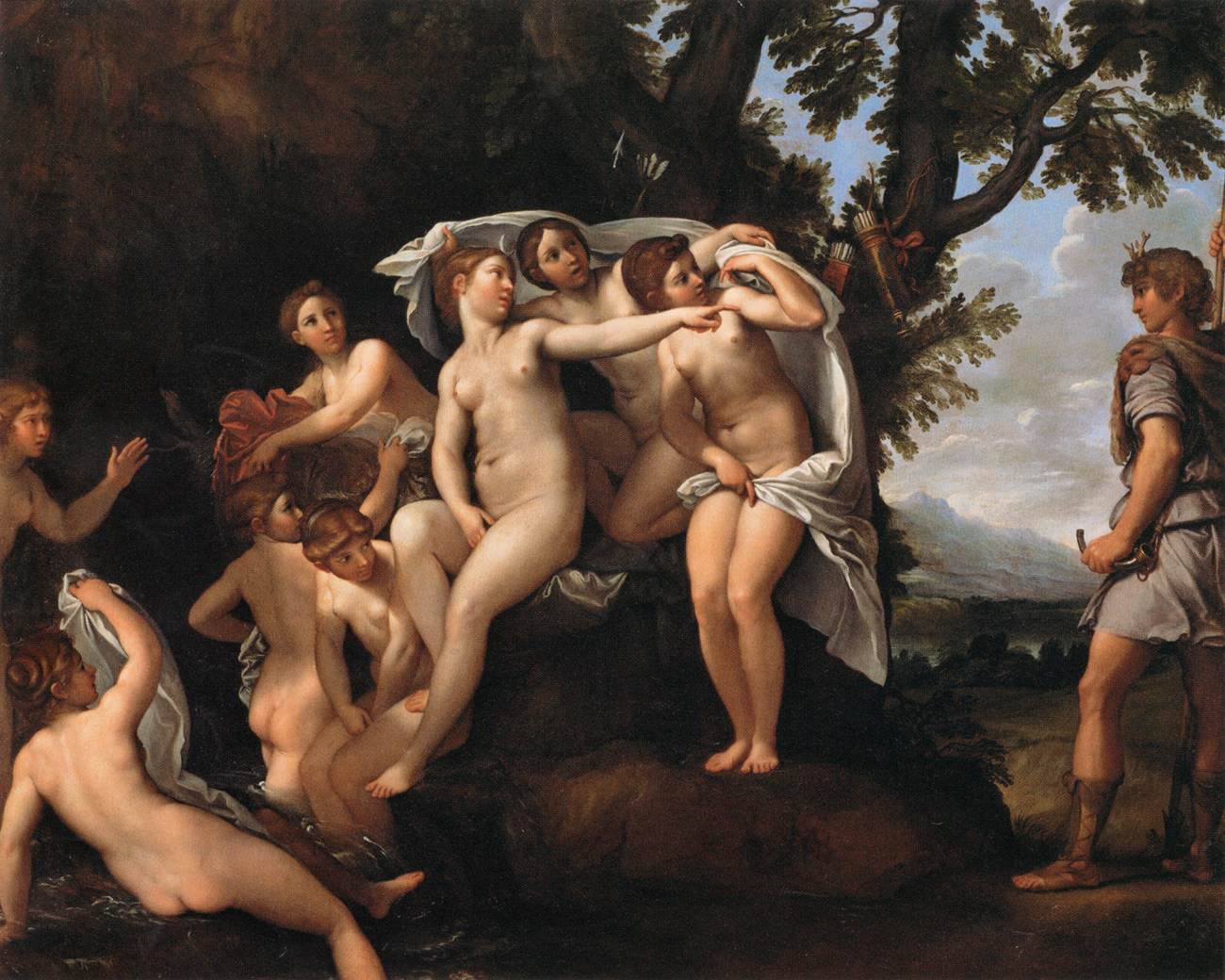
Франческо Альбані.«Розгнівана богиня Діана перетворює мисливця Актеона у оленя»
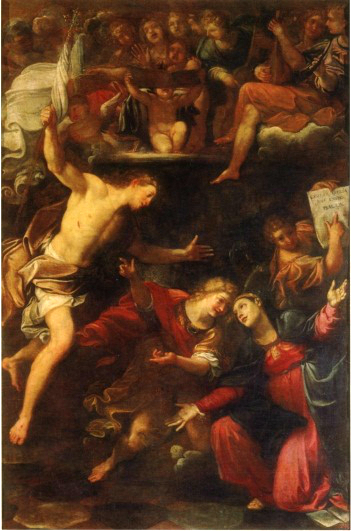
Франческо Альбані.«Видіння воскресшого Христа Мадонною»
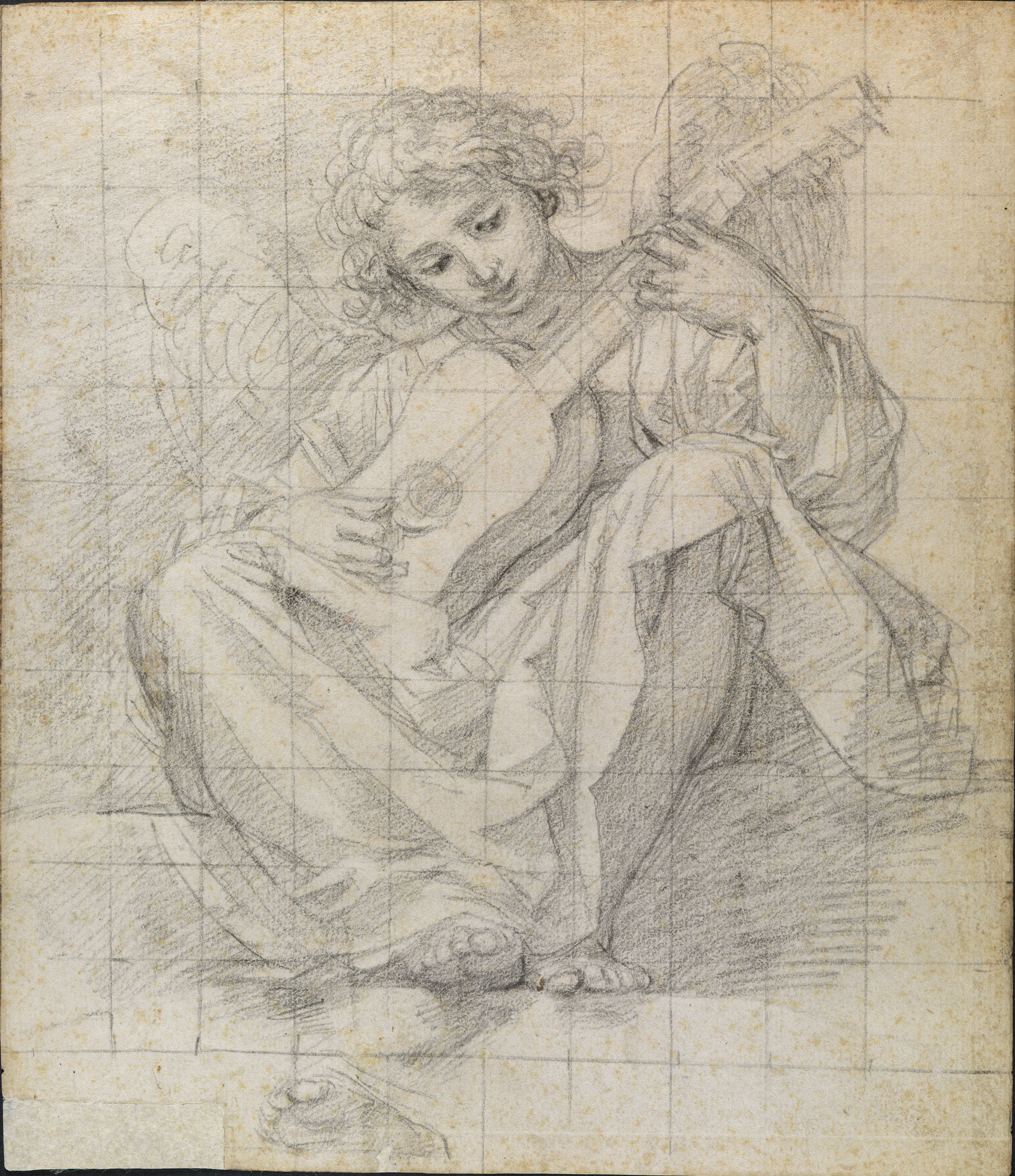
Франческо Альбані.«Штудія юнака з гітарою для ангола»